# Ian Banbury
Ian Banbury, född den 27 november 1957 i Hertfordshire, Storbritannien, är en brittisk tävlingscyklist som tog OS-brons i lagförföljelsen vid olympiska sommarspelen 1976 i Montréal.